# Emblème de la Guinée-Bissau
L'emblème de la Guinée-Bissau, comme le drapeau national, fut adopté en 1973. Il montre les couleurs panafricaines et l'étoile noire africaine. Dans la partie inférieure, on peut voir un coquillage doré qui représente les îles du Cap-Vert. Sur un ruban rouge entre deux branches de palmier, on peut lire la devise officielle du pays, en portugais:  « UNIDADE - LUTA - PROGRESSO » (Unité - Lutte - Progrès).

## Précédents emblèmes

Armoiries de la colonie portugaise de Guinée (1935-1951)
Armoiries de la province portugaise de Guinée (1951-1973)